# Multinational Brigade Latvia
Die Multinational Brigade Latvia (MNB-LVA) ist eine multinationale Brigade der NATO in Lettland. Ihr Hauptquartier befindet sich in Ādaži und die fliegende Komponente ist auf dem Militärflugplatz Lielvārde stationiert. 
Die MNB-LVA übernimmt in Lettland vergleichbare Aufgaben wie die Panzerbrigade 45 in Litauen. Der Aufwuchs soll 2026 vorerst abgeschlossen werden, wobei ihre Führungsnation Kanada von den insgesamt 3500 Angehörigen allein 2200 Soldaten beisteuert.

## Geschichte
Die Ursprünge der „Multinationalen Brigade Lettland“ reichen zurück in die Zeit nach dem NATO-Gipfel in 2016 Warschau, auf dem unter anderem zunächst der Aufbau von vier NATO-Battlegroups beschlossen wurde, die in etwas die Größe eines Bataillons besaßen. Die im Rahmen der seinerzeit als Enhanced Forward Presence (EFP) bezeichneten Mission wurde die multinationale NATO-Battlegroup Latvia am 19. Juni 2017 im Camp Ādaži unter kanadischer Führung offiziell aufgestellt. Alle Truppen, sowohl die von Kanada als „Framework Nation“ als auch die der weiteren truppenstellenden Länder, waren nicht dauerhaft, sondern in Übereinstimmung mit der NATO-Russland-Grundakte auf Rotationsbasis in Lettland stationiert.
Im Zuge des Aufwuchses der Truppen im Baltikum nach dem entsprechenden Beschluss auf dem NATO-Gipfel in Madrid 2022 etablierten die Verbündeten die ebenfalls kanadisch geführte Multinational Brigade Latvia (MNB-LVA), die am 3. Juli 2024 offiziell aufgestellt wurde. Ihre ersten Brigadetruppen wurden unmittelbar anschließend im Sommer 2024 aufgestellt. Hierzu gehörte auch ein RCAF-Tactical Air Detachment (TAD) der 430 Tactical Helicopter Squadron mit CH-146-Hubschraubern in Riga.
Ein erstes Bataillon wurde der Brigade im August 2024 unterstellt. Hierbei handelt es sich um eine dänische Einheit. Dänemark plante in jährlichen Rhythmen abwechselnd mit Schweden der MNB-LVA jeweils ein Bataillon zu unterstellen. Ein erstes schwedisches Panzergrenadier-Bataillon verlegte Anfang 2025 nach Ādaži zu Schwedens erstem Bündnis-Einsatz nach dem NATO-Beitritt im Jahr zuvor.
Die Brigade selbst wurde im Oktober 2024 der Multinationalen Division Nord (MND–N) unterstellt und parallel dazu übernahm sie von der MND-N die Führung der NATO-Battlegroup Latvia als zweitem Bataillon.

## Aufgaben
Die Aufgabe der Multinationalen Brigade Lettland ist die Führung der unterstellten Kräfte im Baltikum. Die Aufgaben umfassen die Koordination von Übungen und die Verbesserung des Situationsbewusstseins in der Region. Darüber hinaus ist eine ihrer wesentlichen Aufgaben die kollektive Bündnisverteidigung (BV) gemäß Artikel 5 des NATO-Vertrags.

## Organisation
Der MNB-LVA sind zwei Bataillone unterstellt und daneben besitzt sie eigene Brigadetruppen. Ihr Hauptstationierungsort ist das Camp Ādaži am Rande des gleichnamigen Truppenübungsplatzes. Sie wird von einem kanadischen Kommandeur geführt.
Brigadetruppen
- Headquarters and Signals Squadron, seit 2024
- Multinational Artillery Battalion, seit 2024
- Aviation Battalion der RCAF mit 2 CH-147 und 4 CH-146-Hubschraubern, Lielvārde, seit 2025[6]
- Multinational Sniper Platoon, seit 2024
- Multinational Logistics Unit, seit 2024
- Multinational Medical Unit, seit 2024
- kanadisches Reconnaissance Squadron, seit 2024

Dauerhaft unterstellte Großverbände
- Multinational Battlegroup Latvia, seit 2024[7]
- Abwechselnd auf Rotationsbasis ein dänisches oder ein schwedisches Bataillon, seit 2024 bzw. seit 2025

Truppendienstlich sind die nationalen Verbände bzw. Angehörige der multinationalen Anteile ihren jeweiligen nationalen Streitkräften unterstellt.

## Kommandeure
| Nr. | Name                     | Kommandeur von | Kommandeur bis |
| --- | ------------------------ | -------------- | -------------- |
| 2.  | Oberst Kristopher Reeves | 26. Juni 2025  |                |
| 1.  | Oberst Cédric Aspirault  | 3. Juli 2024   | 26. Juni 2025  |